# سیمون بوکنن
سیمون بوکنن (انگلیسی: Simone Buchanan؛ زادهٔ ۱۱ مارس ۱۹۶۸) بازیگر اهل استرالیا است. وی از سال ۱۹۷۸ میلادی تاکنون مشغول فعالیت بوده‌است.
از فیلم‌ها یا برنامه‌های تلویزیونی که وی در آن نقش داشته‌است می‌توان به پاتریک، حرفه درخشان من و جزیره گریز اشاره کرد.